# TVC (Ecuador)
TVC, anteriormente denominado Televicentro, es un canal de televisión abierta ecuatoriano propiedad de Albavisión y Grupo El Comercio. El canal comenzó sus transmisiones el 1 de febrero del 2016.

## Antecedentes
Los orígenes del Canal 5 de Quito se remontan al 26 de enero de 1984, cuando Ortel Canal 5 se inscribió en el Registro Mercantil de Quito, la compañía de responsabilidad limitada llamada Organización Ecuatoriana de Televisión, Ortel Cía. Ltda.
En 1985, Ortel Canal 5 fue impedido de salir al aire con su señal al no permitir emitir su misma señal durante el gobierno de León Febres-Cordero.
Pero en 1989, se transforma y cambia su nombre a Organización Ecuatoriana de Televisión Ortel S.A. y se realiza un aumento de capital.
El nombre comercial de esta empresa durante 1991 hasta 1993 fue Maxivisión.
La cobertura de Maxivisión fue en la ciudad de Quito y las zonas cercanas, usaban un transmisor, y la recepción de la señal era por enlace radioeléctrico. El canal inició con varios programas como: telenovelas, series y películas.
En 1991, Remigio Ángel González compró Maxivisión a través de Organización Ecuatoriana de Televisión, Ortel S.A.
Carlos Muñoz Gallardo, hijo de Carlos Muñoz Insúa, se convirtió en el accionista mayoritario de Organización Ecuatoriana de Televisión Ortel S.A. Se trató de Telesistema (actual RTS), que se transmitía en el Canal 5 en Quito.
En 1993, se realizó la fusión con la empresa guayaquileña Telecuatro Guayaquil C.A., pasando a ser una filial de esta cadena y desde ese año su nombre comercial pasó a ser Telesistema (hoy RTS) que usaba su frecuencia en el Canal 5 de Quito en VHF al comprar las acciones del canal capitalino con sintonía local Ortel Canal 5.

## Historia
TVC inició sus transmisiones de manera oficial el 1 de febrero de 2016.
El 3 de febrero de 2016, se anunció la salida del periodista Andrés Carrión de Televicentro, un día después de su estreno por supuestas amenazas por parte del presidente de la República, Rafael Correa. Horas después, el diario El Comercio, con el afán de desmentir esos rumores, indicó que Andrés Carrión decidió regresar a su anterior canal, Canal Uno meses antes de pasar a Teleamazonas para conducir el programa Hora 25 desde el 16 de octubre de 2016.
El 4 de febrero de 2016, en pantalla apareció "Señal de Prueba" como indicativo de que la programación mostrada estaba sujeta a cambios sin previo aviso.

## Programación
TVC contiene una programación muy variada entre ellas series, noticieros, producciones independientes, infantiles, comedias, películas, realitys y telenovelas mexicanas emitidas originalmente por TelevisaUnivision y sus filiales en Centro y Sudamérica, además transmite telenovelas turcas.

## Controversias

### Suspensión de frecuencia en Guayaquil
A partir del 3 de julio de 2019, las frecuencias del canal 11 en Guayaquil, fueron suspendidas por parte de la Arcotel, debido a irregularidades durante el proceso de licitación de frecuencias durante el mandato de Rafael Correa en 2015. En cuanto la señal de Quito de RTS, también estuvo a suspender sus emisiones, pero este se siguió emitiéndose debido a su antigüedad en la televisión ecuatoriana, e inclusive manteniéndose en las cableoperadoras del país. Desde agosto de 2019, los canales RTS y TVC comparten parte de su contenido, horarios y programación.

## Locutores
- Gionathan Vizuete (2016-2017)
- Renato Ortega (2017-2022)
- Javier Gamboa (2022-presente)